# Limnephilus hermonianus
Limnephilus hermonianus là một loài Trichoptera trong họ Limnephilidae. Chúng phân bố ở miền Cổ bắc.